# Межигір'я (маєток)

Клубний будинок «Хонка» з каскадом штучних озер (архітектурна модель). Це лише близько 7 гектарів «Межигір'я» зі 136 гектарів загальної площі резиденції.

«Межигі́р'я» — колишня приватна резиденція Віктора Януковича в селі Нові Петрівці Вишгородського району Київської області, яку він займав з 2002 по 2014 роки. З 1935 до 2007 року Межигір'я було державною урядовою резиденцією, поки не було виведено в приватну власність. 2012 року Державне управління справами за сто тисяч гривень на рік орендувало у фірми «Танталіт» приміщення, облаштувавши його для офіційних зустрічей. 14 липня 2023 року, згідно з законом, який Верховна Рада України ухвалила у другому читанні, Межигір'я повернуте у державну власність та стане парком-пам'ятником.

## Природні умови
Межигір'я розташоване на правому, високому березі річки Дніпро, дуже пересіченому ярами. Берег поріс лісом, основні деревні породи — граб, сосна, дуб, вільха, біла акація. Здебільшого ліс порослевий і молодий, проте є місця зі 100-літніми дубами і соснами. Є зоопарк, качина ферма, фазанарій, стайня, кілька озер з качками і лебедями.
Зоопарк займає досить велику територію, на якій розташовані вольєри зі страусами, оленями, кабанами, муфлонами, антилопами, фазанами, але особливу цінність являють червонокнижні дрохви і степові журавлі. Ліс у Межигір'ї в багатьох місцях порубаний, у двох — над набережною, де було зрубано дерева, вже почалися осипи. Є два унікальних дуба, один обхватом 6,5 м (вік 500 років) і другий — з обхватом 5 м (вік близько 400 років), а також старовинний клен обхватом 3,70 м і віком понад 100 років. Ці дерева за всіма параметрами повинні бути взяті під охорону як пам'ятки природи.
Сама ж територія Межигір'я, на думку громадських екологічних організацій, повинна бути оголошена регіональним ландшафтним парком або ландшафтним заказником національного значення і стати місцем відпочинку жителів Києва і Київської області.

## Діяльність
Офіційно орендована Віктором Януковичем земля площею 1,8 га з новозбудованим будинком площею 620 м² знаходяться в оточенні земельної власності ТОВ «Танталіт» (129 га) та благодійного фонду «Відродження України» (7,6 га), на території якого, за словами Януковича, знаходиться його «клубний будинок». Інтернет-видання «Українська правда» у своєму журналістському розслідуванні оприлюднило низку документів, що підтверджують зв'язок між організаціями-орендаторами та членами родини й оточенням Януковича. 140-гектарний комплекс «Межигір'я» огороджений п'ятиметровим парканом з довжиною периметра 54 км. На його території розташовано яхтовий причал, кінний клуб, тир, тенісний корт та інші розважально-туристичні комплекси, а також мисливські угіддя.
Журналісти та політики називають «Межигір'я» символом корупції президентського масштабу і «музеєм корупції». Оренда одного гектара в «Межигір'ї» обходилася Януковичу в 314 гривень на місяць.
Зранку 22 лютого 2014 року резиденція Межигір'я була відкрита для преси у зв'язку з тим, що Віктор Янукович залишив Київ. Вхід контролювали співробітники Держохорони разом із Самообороною Майдану, які стояли на варті по периметру задля недопущення мародерства та вандалізму. Зокрема, на території журналісти виявили документи, що містять підтвердження отриманих і виданих хабарів та підтверджують великі масштаби витрат на розбудову резиденції; окрім того, на території резиденції знайшли зброю та бібліотеку рідкісних книг, серед яких «Апостол» Івана Федорова, «Мінея загальна» Інокентія Гізеля, «Апостол» Михайла Сльозки, Євангеліє 1704 року та інші раритети.
23 лютого 2014 Верховна Рада України прийняла постанову про передачу «Межигір'я» у державну власність.

## Радянська урядова резиденція

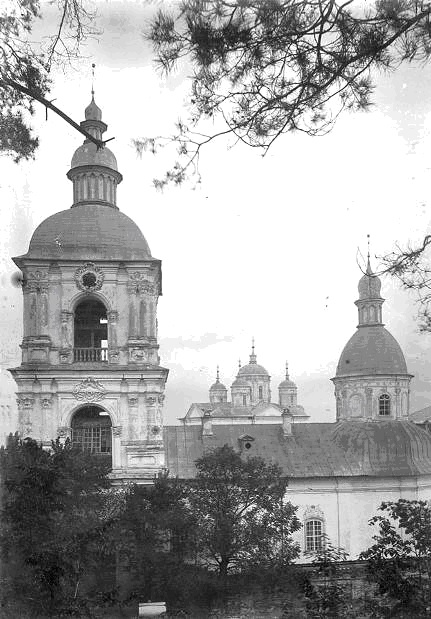
Вигляд Межигірського монастиря. Світлина 1934 року

До 10 квітня 1786 року на території сучасної резиденції діяв Межигірський монастир, заснування якого сягає ще княжої доби, ліквідований за указом російської імператриці Катерини II. Вже наступного року монастир підпалили, як гадають, за наказом тієї ж Катерини II, про що пізніше писав український поет Тарас Шевченко: «Як цариця з Нечосою Києвом ходила і Межигірського Спаса вночі запалила». Наприкінці XIX діяльність монастиря відновлена. Закритий більшовиками 1923 року. Протягом 1923—1931 років будівлі монастиря використовував керамічний технікум, з 1928 року — інститут. Колишні келії монастиря заселила комуна бойчукістів. 1931 року інститут переведено до Києва. Того ж року знищено іконостас Спасо-Преображенського собору. З перенесенням столиці Української Радянської Соціалістичної Республіки з Харкова до Києва в 1934 році виникла потреба у заміській резиденції для високопоставлених чиновників. Місцем для резиденції другого секретаря ЦК КП(б)У Павла Постишева було обрано територію колишнього Межигірського монастиря.
Політбюро в квітні 1935 року видало указ про знищення всього комплексу, що було виконано в тому ж році. Під час знесення під землею була виявлена колекція рукописних книг. Висловлювалися припущення, що виявлені книги були з втраченої бібліотеки Ярослава Мудрого або більш пізнього періоду — епохи Війська Запорозького. Знайдений скарб нібито був знищений за наказом наркома НКВС та за сумісництвом очільника спецкомісії з ліквідації київських культових споруд Всеволода Балицького. За іншими свідченнями стародавні фоліанти були заховані на території резиденції. Від монастирського комплексу залишилася тільки криниця. Після 1935 року на територію колишнього Межигірського монастиря, де може залишатися недосліджений культурний шар, історики і археологи жодного разу допущені не були.
За часів СРСР «Межигір'я» було резиденцією Павла Постишева, Станіслава Косіора, Микити Хрущова та Володимира Щербицького. Кожний наступний господар руйнував особняк попередника і зводив натомість новий. Під час німецької окупації виконувала роль резиденції рейхскомісара України Еріха Коха.
Протягом радянського періоду місцезнаходження резиденції приховувалося від громадськості.
6 липня 1991 року в межигірській резиденції проходила офіційна зустріч президента СРСР Михайла Горбачова з канцлером ФРН Гельмутом Колем.

## Виведення у приватну власність

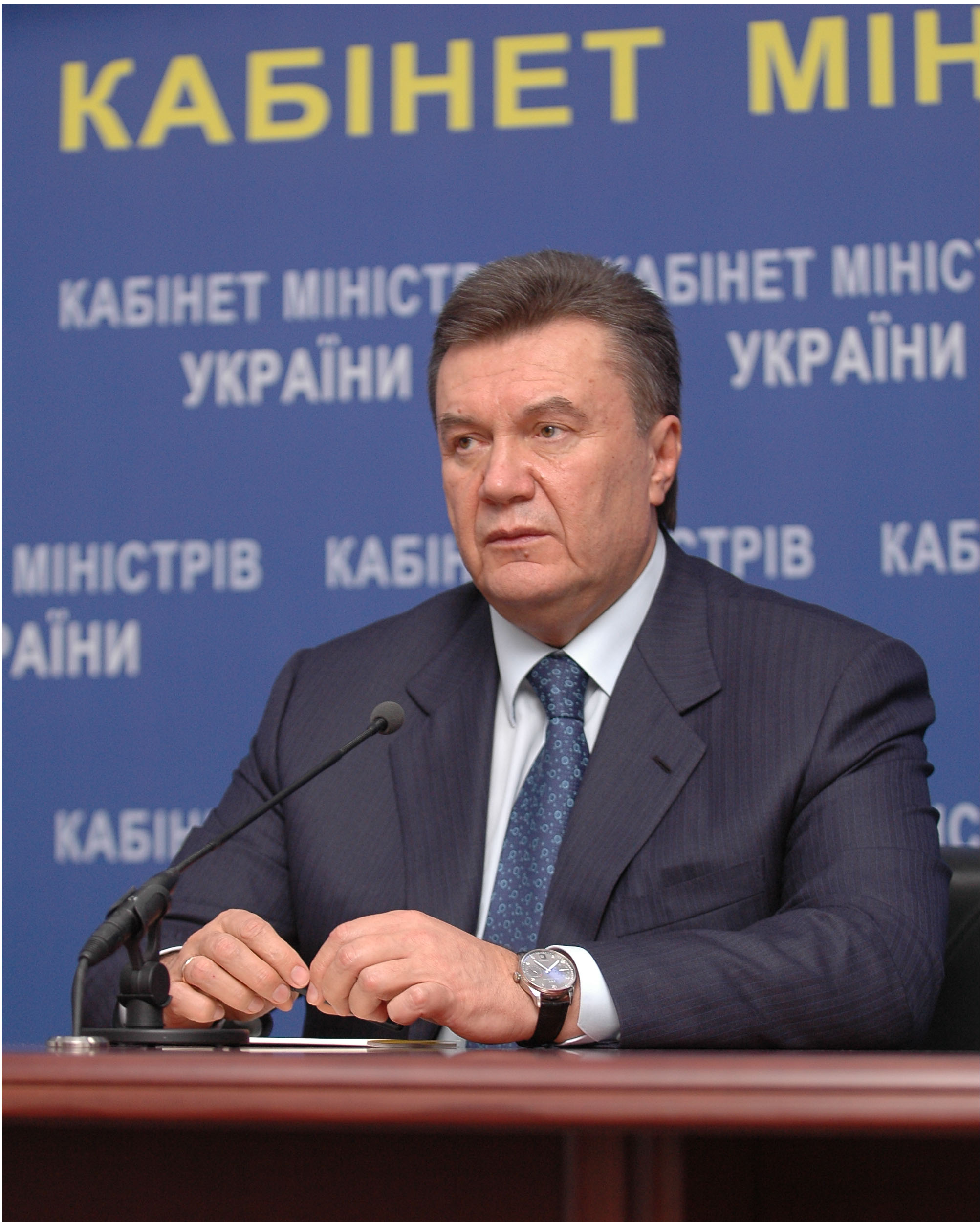
Віктор Янукович

### Оренда
Вступивши на посаду прем'єр-міністра в 2002 році, Віктор Янукович безоплатно отримав з фонду держмайна будинок № 20 площею 325 м² на території резиденції. 1 квітня 2003 року Янукович за посередництва донецького благодійного фонду «Відродження України» орендував будинок № 20 і 3 га землі. Згідно з угодою, вартість оренди — 3,14 гривень на місяць за сотку, термін — 49 років, мета — «здійснення заходів щодо сприяння реалізації загальнодержавних і міжнародних програм, що спрямовані на поліпшення соціально-економічного положення».
У березні 2005 року заступник генпрокурора звернувся до Господарського суду Києва з приводу відчуження резиденції в інтересах уряду та фонду держмайна. 10 травня позов було задоволено на користь держави, а 20 травня рішення вступило в законну силу. 23 листопада 2006 року, за прем'єрства Януковича, Вищий господарський суд скасував рішення, яким розривався договір оренди. Справа була передана на повторний розгляд до Господарського суду Києва. 5 березня 2007 року представниця уряду Віктора Януковича Олена Лукаш відкликала позов.

### Приватизація
Згідно з газетою «Дело», що послалася на інформацію Державного управління справами, 9 липня 2007 року президент України Віктор Ющенко підписав секретний указ № 148, в якому говорилося: «Урядова дача на території комплексу відпочинку Пуща-Водиця надається в користування главі Кабміну Віктору Януковичу». Пізніше цей документ не з'явився ні на сайті глави держави, ні в інших відкритих джерелах інформації. Єдине офіційне підтвердження цьому було дано газеті Державним управлінням справами, яке пояснило, що комплекс відпочинку «Пуща-Водиця» включає в себе базу відпочинку «Пуща-Водиця» і резиденцію «Межигір'я».
Газета відзначила, що в той же час, 9 липня, на сайті президента з'явився інший документ — указ, якому він зобов'язав прем'єр-міністра виконати рішення РНБО і забезпечити фінансування дострокових виборів. Газета припустила, що стався торговий обмін влади на державну дачу. Наприкінці лютого 2008 року Янукович підтвердив, що живе в будинку в Межигір'ї, присудженому йому указом президента від 2006 року. За даними Державного управління справами, резиденція займає 136,8 га. По периметру вона обмежена п'ятиметровим залізним парканом і охороняється оперативниками «Титана». Янукович заявив, що використовує лише один із будинків, площею 250 м², оточений 1,5 га землі. В інтерв'ю «Бі-Бі-Сі» він сказав, що живе в Межигір'ї з 1999 або 2000 року.
11 липня 2007 року Янукович видав розпорядження уряду № 521, згідно з яким національна акціонерна компанія «Надра України» отримала державну резиденцію і територію 137 га у «Межигір'ї». За «Надра України» відповідає міністерство екології, яке очолював Василь Джарти — колишній керівник виборчого штабу Януковича. Незабаром «Надра України» уклала бартерний обмін з компанією «Медінвесттрейд», після чого уряд затвердив обмін резиденції на дві будівлі на Парковій алеї в Києві. «Медінвесттрейд», в свою чергу, продав придбану резиденцію компанії «Танталіт». У той час ціна майна оцінювалася в 1 мільярд гривень (200 мільйонів доларів).

### Спроби оскарження
Заснована в Донецьку компанія «Медінвесттрейд» подавала позов про неправомірність відчуження і програла його 22 жовтня 2007 року. Так само вони програли апеляцію — тобто в законну силу вступив судовий вердикт, який фіксував правомірність дій з виведенням «Межигір'я» з державної власності.
У травні 2008 року Міністерство внутрішніх справ оголосило в розшук директора «Медінвесттрейда» Геннадія Герасименка, який, на думку міністерства, був залучений до схеми виведення резиденції з державної власності. 12 лютого 2008 року Ющенко підписав указ, згідно з яким управління державної охорони перестало охороняти «Межигір'я».
Після призначення прем'єр-міністром Юлії Тимошенко її кабінет скасував указ, який передав резиденцію фірмі «Надра України», повернувши її під контроль уряду. У березні 2008 року генпрокурор Олександр Медведько написав Тимошенко, що дії посадових осіб «Надра України» з обміну резиденції «Межигір'я» були законними і оскаржити їх неможливо, оскільки вони вже оскаржувалися і виносилася остаточна апеляція на користь Януковича. 28 липня 2008 року Господарський суд міста Києва скасував рішення Кабміну та повернув «Межигір'я» у власність Януковича.
У серпні 2009 року прем'єр-міністр Юлія Тимошенко заявила, що уряд затвердив план з повернення «Межигір'я» державі:
Це та резиденція, якою володіли всі уряди ще з часів Щербицького. Те, що Янукович особисто для себе саме цю урядову резиденцію забрав під свою дачу, — це не зійде з рук. Сьогодні ми прийняли весь алгоритм дій для повернення державної резиденції з приватної власності Януковича державі.
Віктор Янукович назвав заяви про «Межигір'я» чорним піаром:
Коли говорять, наприклад, про мою резиденцію. Але яка резиденція, якщо це не резиденція, це звичайний будинок. Можна будинок 600 м². загальної площі назвати резиденцією? Тим більше, я його практично сам реконструював. Ніяких там ознак резиденції немає й близько, а назвали резиденцією, ну хай так буде.
1 вересня 2009 року, після оголошеного прем'єркою Тимошенко наміру оскаржити відчуження «Межигір'я», за указом депутата від «Партії регіонів» Миколи Джиги з Вишгородської адміністрації було вилучено 27 оригіналів документів про оренду земельної ділянки, які згодом було направлено в сейфи генпрокуратури. 27 січня 2010 року приватне підприємство «Да Лат» подало позов до Вищого господарського суду про незаконність угоди купівлі-продажу колишньої резиденції «Міжгір'я» і програло його.

### Структура власності

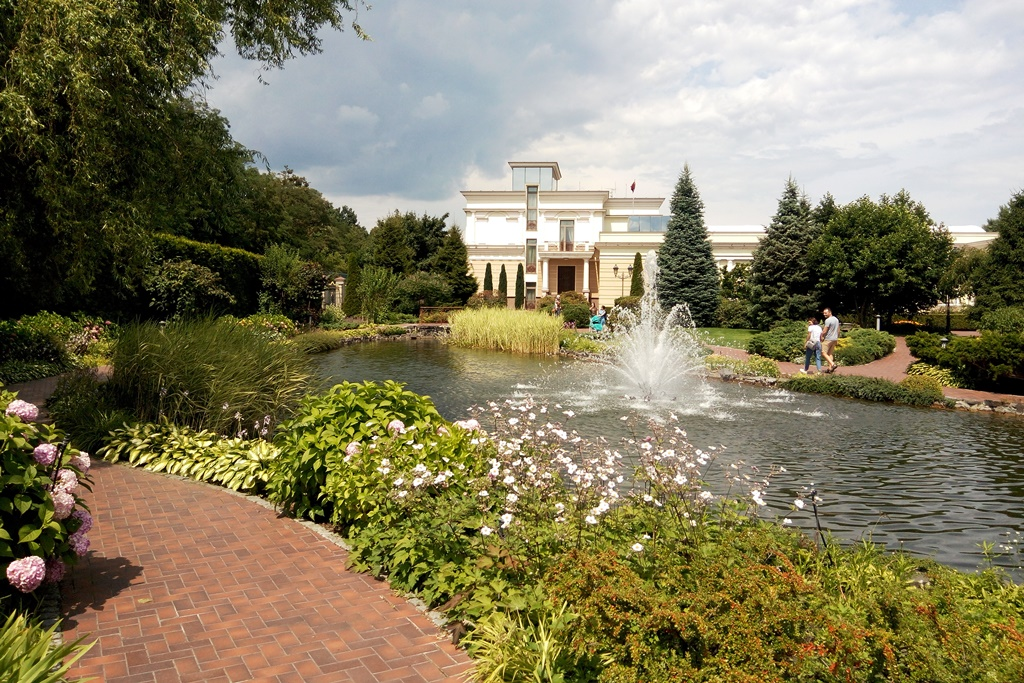
Вид на Оздоровчий корпус

До Революції гідності урядова резиденція «Межигір'я» була розподілена між трьома приватними суб'єктами — товариством з обмеженою відповідальністю «Танталіт» (129 га), благодійним фондом «Відродження України» (7,6 га) та громадянином Віктором Януковичем (1,7688 га). Янукович стверджував, що йому в «Межигір'ї» належить тільки «будинок та земельна ділянка площею близько гектара».
На початку вересня 2011 року Вишгородська районна рада, з метою «підвищення орендної плати», оцінила земельну ділянку (105 га), що перебуває в оренді ТОВ «Танталіт» у 7 мільйонів 136 тисяч гривень, тобто 682 гривні за сотку, тоді коли комерційна вартість землі у селі Нові Петрівці становить $5 тис. за сотку. Така невисока вартість, на думку депутатів райради, зумовлена тим, що за висновками «Київського науково-дослідного та проєктного інституту землеустрою» земля в «Межигір'ї» належить до рекреаційних.
Однак, згідно з розслідуванням журналіста «Української правди» Сергія Лещенка, співзасновник фірми «Танталіт» Павло Литовченко є довіреною особою Януковича і також виступав засновником фірми, в число кінцевих акціонерів якої входить Олександр Янукович — старший син президента. Інша фірма-співзасновник «Танталіта» пов'язана зі структурою, на яку зареєстрована австрійська компанія Activ Solar, що опосередковано належить секретарю РНБО Андрію Клюєву та його брату Сергію. Крім того, як показало аерофотознімання «Межигір'я» журналом «Кореспондент», всередині території між ділянками різних власників немає ніяких огорож, крім декоративних.
У липні 2024 року державному парку "Межигір’я" передали у власність рухоме майно, заарештоване у справі Януковича.

## Об'єкти в «Межигір'ї»

### Клубний будинок «Хонка»

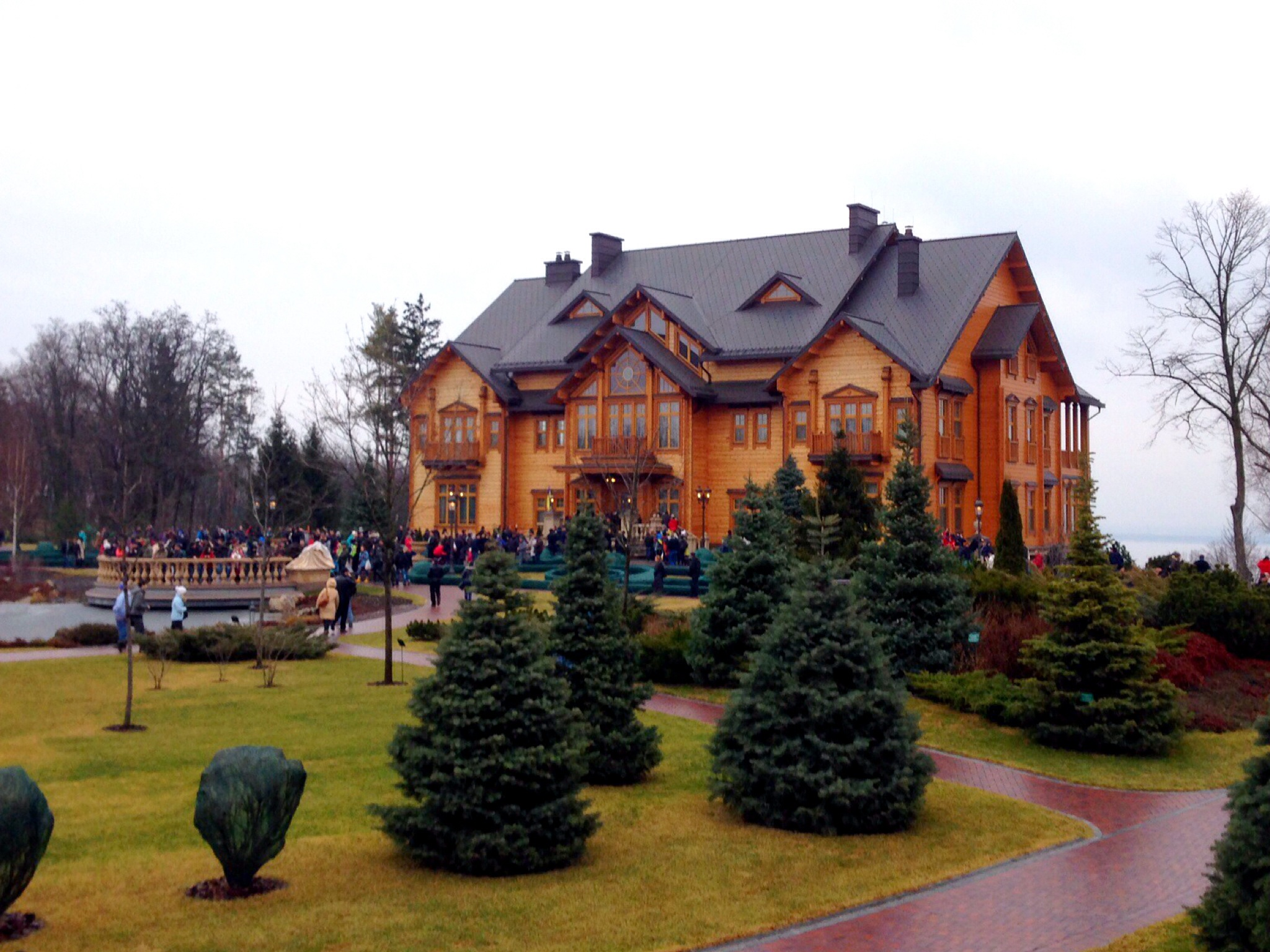
Клубний будинок

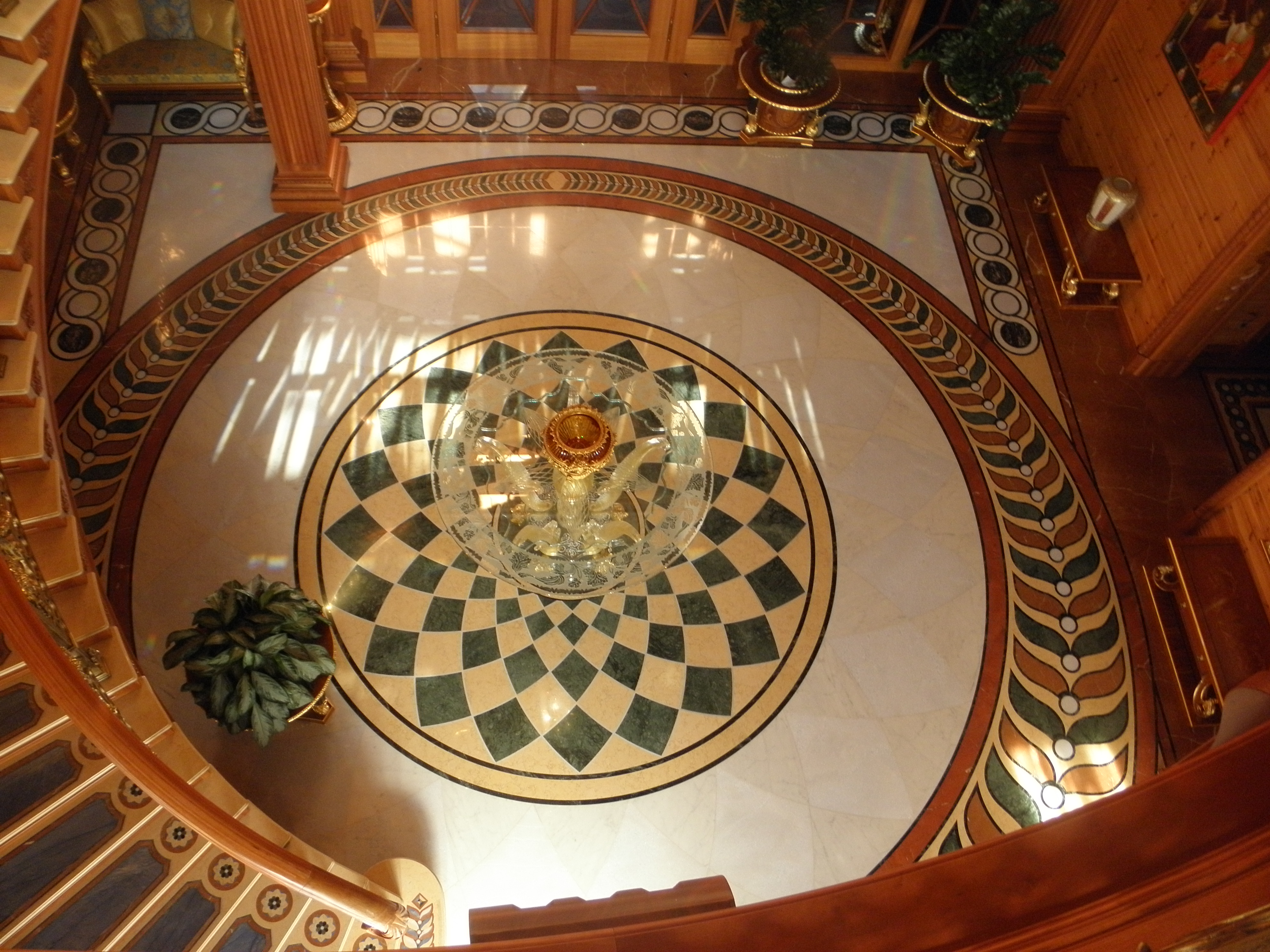
Інтер'єр Хонки

Головною спорудою в резиденції є так званий «клубний будинок», який також називають «об'єкт Хонка» — від назви фінської фірми Honka, яка є світовим лідером будівництва з екологічно чистої деревини. Знаходиться на ділянці, що до втечі Януковича належала фонду «Відродження України».
Протягом 2009-го та першого півріччя 2010 року для облаштування будинку були завезені матеріали на суму 76 мільйонів гривень (9,5 мільйонів доларів).
У 2010 році, виступаючи перед німецькою громадськістю в Берліні, Віктор Янукович фактично спростував свої слова про те, що не володіє на території «Межигір'я» нічим крім свого будинку. Говорячи, що в особистому житті віддає перевагу «німецькій якості», він зазначив: «Це не великий секрет ні для кого… Я побудував один будинок такий, клубний… Його будувала „Хонка“ — фінська компанія…».

### Дебаркадер

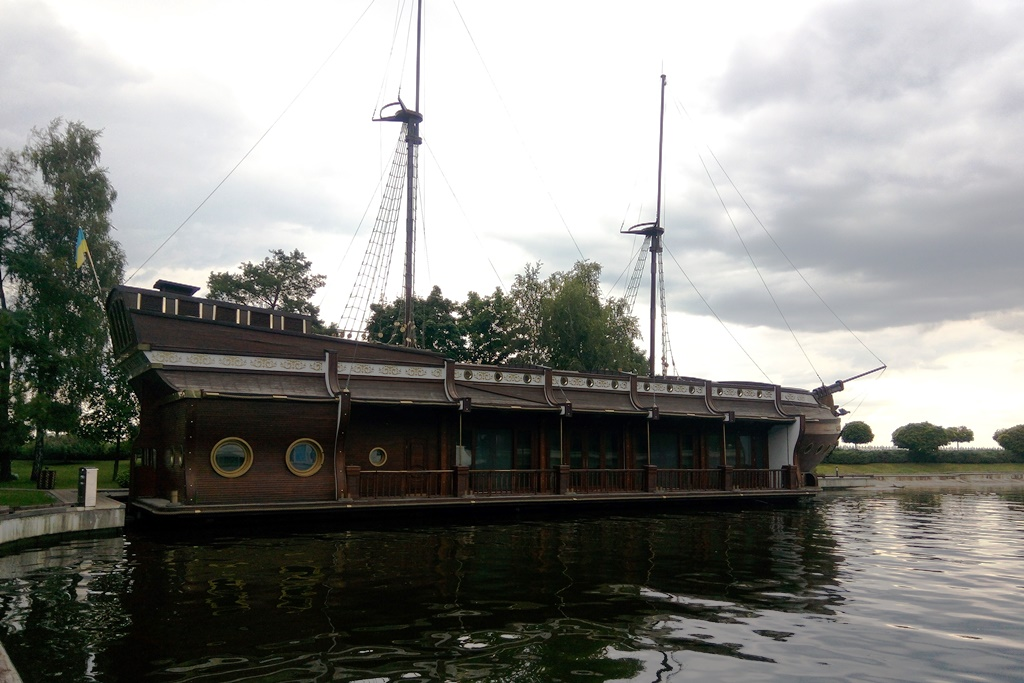
Корабель-понтон «Галiон»

Як стверджує «Українська правда», в 2011 році на базі дебаркадера Віктору Януковичу зробили плавучий будинок прийомів, який був доставлений до «Межигір'я» і пришвартований у внутрішній гавані. Офіційно він оформлений на фірму «Танталіт». Довжина «палацу на воді» становить близько 50 метрів. Вікна оформлені у вигляді ілюмінаторів — круглої форми.
За інформацією «Української правди», у дебаркадері влаштований особистий кабінет і зал для прийомів, який завершується естрадою. «Палац» оформлений деревом цінних порід, сусальним золотом, мармуром і кришталем. У ніші стелі головного залу дебаркадера розміщено три люстри, ціна яких визначена «Українською правдою» у 97 тисяч доларів.

### Санвузол
Влітку 2011 року українські і світові мас-медіа поширили повідомлення французької інформаційної агенції «Agence France-Presse» про те, що в резиденції президента України Віктора Януковича обладнано прикрашений напівдорогоцінним камінням санвузол вартістю близько 350 тисяч євро.
Влітку 2012 року громадська діячка Олександра Кужель зробила заяву, що дніпропетровські чиновники подарували Віктору Януковичу яхту із золотими унітазами. Зі слів діячки судно було пришвартовано в Межигір'ї в темну пору доби.
На початку травня 2013 року прем'єр-міністр України Микола Азаров в інтерв'ю німецькому виданню «Badische Zeitung» назвав поширену медіями інформацію про золотий унітаз в Межигір'ї «просто брехнею».

### Інші об'єкти
На території резиденції є зоопарк з різними тваринами (такими як кенгуру, австралійський ему, американський нанду, павичі, фазани, австралійські гусаки, земляний заєць).
На території також розбито штучне озеро, яке живиться водою з десяти артезіанських свердловин. На одному з виїздів з резиденції влаштовано гараж на 70 одиниць техніки.

### Інфраструктура
У 2010 році на трасі Київ—Вишгород—Десна, яка веде від Києва до «Межигір'я», «Укравтодор» уклав 16 км надміцного асфальту за 50 млн грн — трохи менше, ніж було виділено на ремонт всіх доріг Києва у всьому 2010 році.

## Протиповітряна оборона
В листопаді 2011 року «УкрАероРух» присвоїв території резиденції Віктора Януковича «Межигір'я» статус зони, забороненої для польотів авіації.
У грудні 2012 року на хвилерізі, скерованому в акваторію Київського водосховища, нібито для контролю польотів з «Межигір'я» до Києва, розгорнута мобільна протиповітряна вогнева група Збройних сил України.
За інформацією наданою міністром оборони Павлом Лебедєвим в лютому 2013 року район резиденції Віктора Януковича «Межигір'я» занесено до переліку «замислів» ППО, в зв'язку з перебуванням осіб, щодо яких здійснюється державна охорона.

## Проблема відкритості

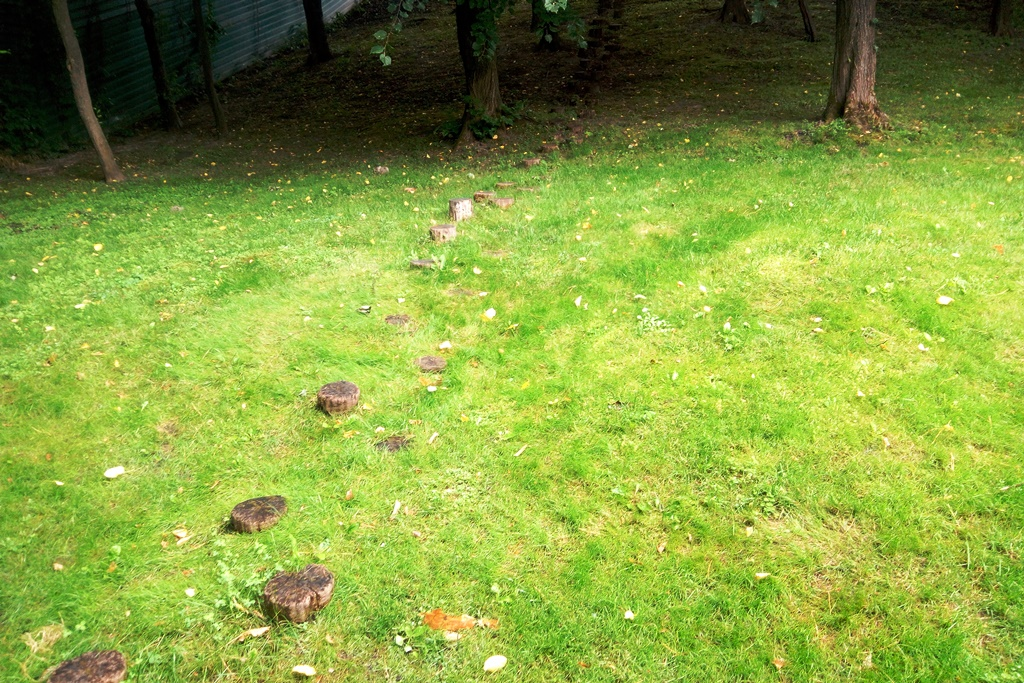
«Пенькi»

Після публікацій журналіста «УП» Сергія Лещенка про виведення «Межигір'я» з державної власності в серпні 2009-ого, журналісти неодноразово намагалися отримати коментар у тоді ще кандидата в президенти Януковича з цього приводу. На передвиборчому ефірі Савіка Шустера 29 грудня 2009-ого року Найєм намагався отримати відповідь. Уривок з цієї розмови став дуже популярним в інтернеті.

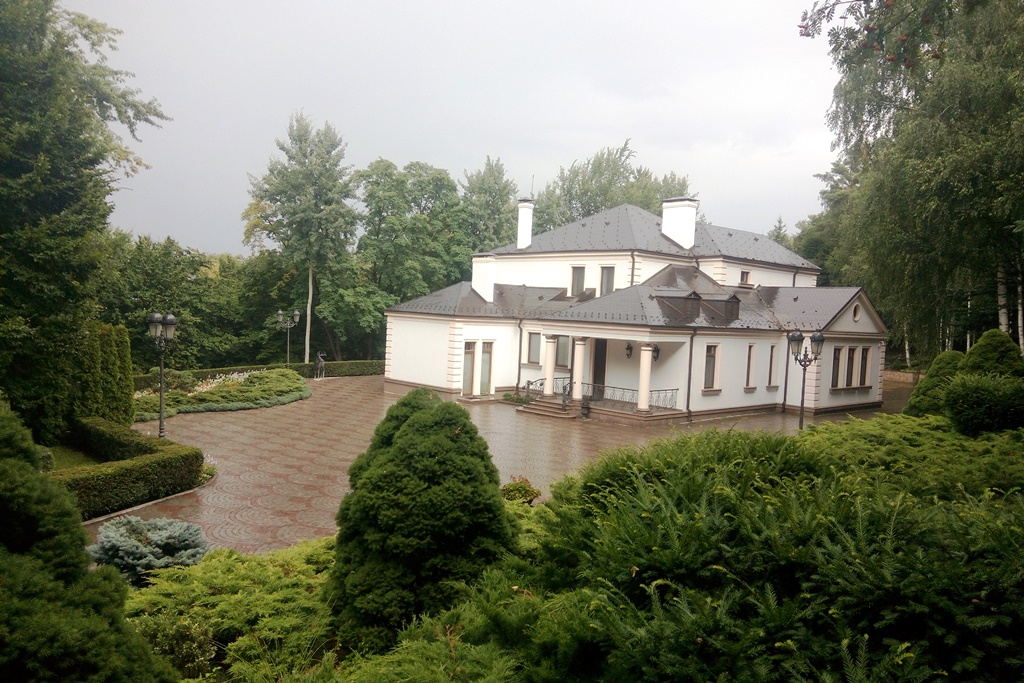
Будиночок Януковича для преси

У червні 2010 року на пресконференції президент Віктор Янукович, відповідаючи на запитання журналіста «Української правди» Мустафи Найєма про «Межигір'я», запросив журналістів у резиденцію: «Збирайтеся, прямо зараз поїдемо». Однак після конференції заступник голови адміністрації Ганна Герман повідомила, що поїздка скасовується через щільний графік президента і відсутність автобусів для журналістів.
На початку червня 2011 року журналісти запланували провести мирну акцію біля «Межигір'я», до річниці невиконання Віктором Януковичем обіцянки продемонструвати свою резиденцію. Оскільки акція була заборонена судом, близько шістдесяти журналістів прибули до «Межигір'я», щоб «проконтролювати виконання рішення суду».
В кінці червня 2011 року президент Янукович провів в «Межигір'ї» зустріч із журналістами, на яку були запрошені Євген Кисельов (телеканал «Інтер»), Савік Шустер (Перший національний), Олександр Ткаченко (телеканал «1+1»), Андрій Куликов (телеканал ICTV), Ігор Гужва (газета «Сегодня») і Михайло Подоляк (видання «Обозреватель»). Видання «Українська правда», що ініціювало питання про «Межигір'я», на зустріч запрошено не було і у своєму репортажі позначило запрошених журналістів лояльними до влади.
У червні 2012 року журналісти знову провели пікет біля «Межигір'я». Коментуючи акцію, радник президента Ганна Герман зазначила, що «в президентську резиденцію може прийти журналіст лише в тому випадку, як президент йому призначить точний час зустрічі».
24 серпня 2012 року на територію президентської резиденції таємно проникла журналістка Тетяна Чорновіл. Перелізши через паркан, вона впродовж кількох годин фотографувала об'єкти, розташовані в Межигір'ї, після чого її було затримано охороною та передано міліції. За словами самої журналістки, її акція мала політичний характер.
20 січня 2013 Конституційний суд України ухвалив рішення, яким дав тлумачення положення Конституції України щодо права посадовців на особисте і сімейне життя. Відтепер, згідно з рішенням КСУ, з'явилася можливість порушення кримінальної справи проти журналістів, які займалися розслідуванням стосовно резиденції «Межигір'я». Це рішення КСУ суперечить позиції Європейського суду з прав людини про те, що не може бути таємною інформація, коли право суспільства знати об'єктивно домінує над правом чиновника зберігати в таємниці окремі особисті факти.
19 лютого 2013 року журналіст «Української правди» Сергій Лещенко звернувся до Європейського суду з прав людини щодо ненадання Вишгородською районною державною адміністрацією інформації про вартість 1,76 га землі «Межигір'я» проданої Віктору Януковичу, оскільки за півтора року жоден з українських судів не став на бік позивача.

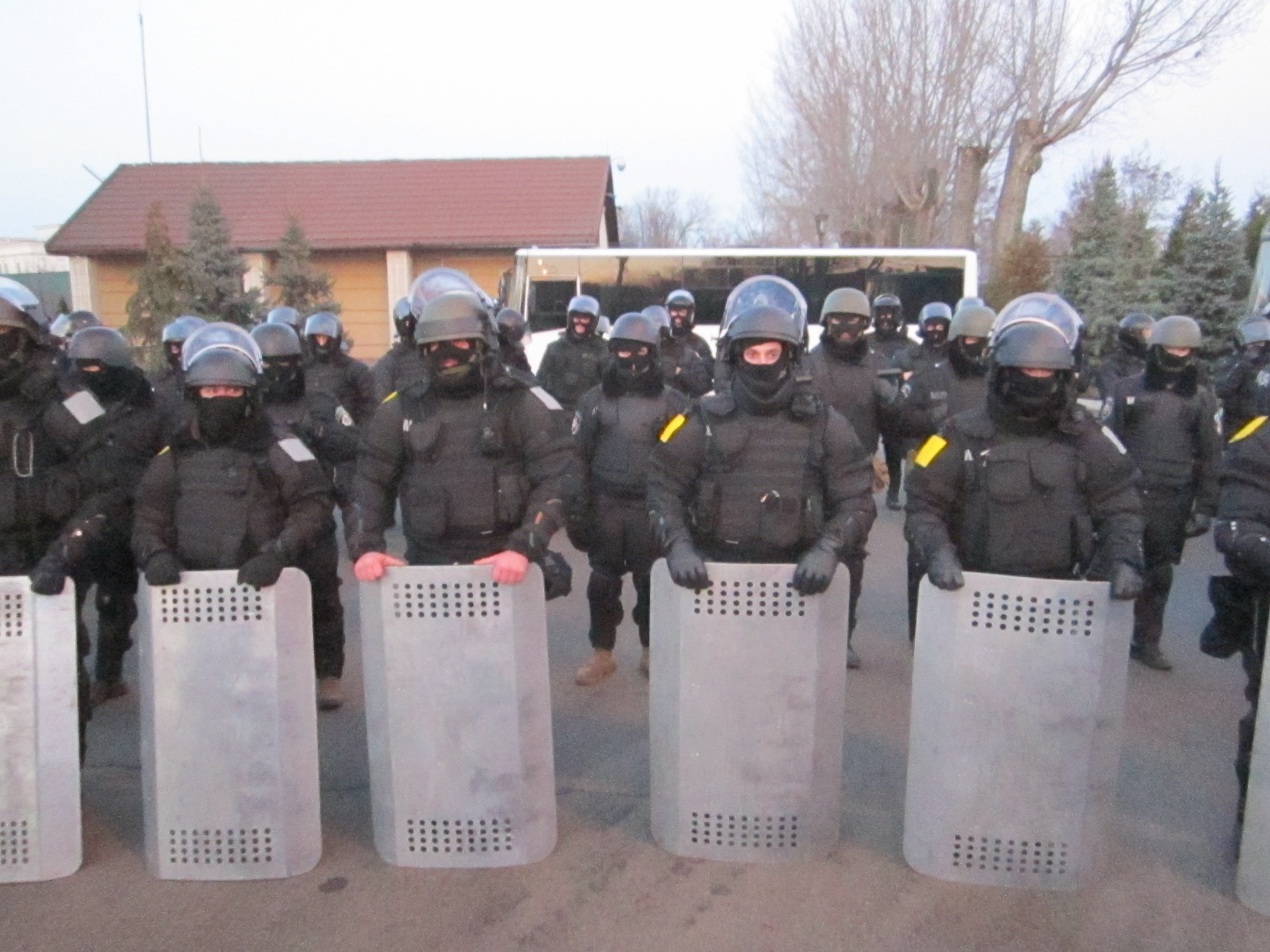
Кордон спецпризначенців перед головним заїздом до резиденції. 29 грудня 2013 року

10 квітня 2013 року за інформацією МВС України їхні співробітники затримали біля «Межигір'я» шістьох активістів із «Демократичного альянсу». Учасники акції планували передати президенту Віктору Януковичу вимоги щодо стану українських доріг, але Київський окружний адміністративний суд заборонив мітинг через нібито проведення в селищі Нові Петрівці ліквідації наслідків весняного паводка. 11 квітня одного із затриманих активістів Максима Панова Вишгородський районний суд засудив до 7 діб арешту. 12 квітня активісти знову з'явилися біля «Межигір'я» з вимогою звільнити Панова. 13 квітня «як організатор» до 5 діб арешту був засуджений голова «Демократичного альянсу» Василь Гацько. 15 квітня біля «Межигір'я» відбулася чергова акція протесту під назвою «Нас не злякати». Між учасниками акції протесту і правоохоронцями сталися сутички.
19 квітня 2013 року співробітниками МВС біля резиденції Віктора Януковича була затримана знімальна група телеканалу «ТВі». Того ж дня журналістів відпустили. Зі слів журналістки Анастасії Станко, причиною їхнього затримання, стала відсутність документів у режисера групи.
22 травня 2013 року біля «Межигір'я» співробітниками спецпідрозділу «Беркут», ДАІ і СБУ понад годину в редакційному автомобілі були заблоковані журналісти газети «Експрес».

## Євромайдан

Автопробіг до Межигір'я
12 січня 2014 р.

29 грудня 2013 року понад тисячу автомобілів активістів Євромайдану узяли участь в протестному автопробігу до Межигір'я. Також люди групами або поодинці добиралися з Києва до села Нові Петрівці пішки або на велосипедах. Рух вулицями села на підступах до резиденції був обмежений співробітниками правоохоронних органів. Проїжджу частину перегородили автобусами і вантажними автомобілями.
12 січня 2014 року автомайданівці в селі Нові Петрівці спільно з іншими активістами провели мітинг. Учасників акції за кількасот метрів до резиденції Януковича зустріли кордони міліції. Народні депутати від опозиції намагалися пройти до резиденції, щоб вручити Президентові «повістку до народного суду», однак правоохоронці не пропустили парламентаріїв. Згодом близько 200 автомобілів рушило до будинку лідера руху «Український вибір» Віктора Медведчука.
22 лютого 2014 загони Самооборони Майдану зайняли резиденцію, яку Янукович покинув напередодні, і зник у невідомому напрямку. Журналістами та деякими учасниками майдану одразу почалось знімання приміщень і території резиденції, яка за фактом склала не менше 130 гектарів.
Серед знайдених речей, а також речей, які не встигли вивести з резиденції чи знищити, були:
- «чорна бухгалтерія» — документи, що свідчать про порушення законодавства, розтрати державного майна, ухиленні від сплати податків, підкуп суддів та різних хабарів, наприклад по тендерах. Серед них багато документації, пов'язаних з фірмою «Танталіт», яка на цей момент належала Клюєву, та благодійного фонду «Відродження України». У них міститься інформація про витрати на будівництво Межигір'я, «службових записок» про проведення оплати за покупку різних предметів для будівництва та оздоблення Межигір'я та самої резиденції, також видаткові касові ордери. Журналісти відразу взялися за оцифровку, сортування і вивчення документації. У поспіху, незадовго до приходу Самооборони і журналістів, частина документів намагалися спалити, а коли зрозуміли, що вони не встигають згорати, їх просто кинули у воду коло ангара з яхтами.
- золотий батон у натуральну величину
- золоті монети з написом «С ЮБИЛЕЕМ, ВИКТОР ФЕДОРОВИЧ. НОВЫХ ВАМ ШАХТЕРСКИХ ГОРИЗОНТОВ». Окрім цього — порожні коробки для зберігання медалей; одразу поступила версія про нумізматичні пристрасті Віктора Януковича.
- срібні позолочені гривневі банкноти
- досьє і орієнтування на активістів Майдану і журналістів
- водолазами виловлено зброю, бойові патрони, бойові шашки, «дротики» для полювання
- церковні ікони, що мають історичну цінність
- два автопарки з автомобілями, вартістю $100-$800 тис., а також мотоцикли, дитячі та дамські велосипеди. За даними прессекретаря Антикорупційного комітету Олександра Герасимова деякі раритетні авто походять з кіностудії ім. Довженка і тільки завдяки шахрайській оборудці директора кіностудії Ігоря Ставчанського, який має відношення до так званої «Сім'ї» Януковича, опинились в Межигір'ї[88][89]
- Серед іншого активісти виявили бджолині вулики, виконані у кольорах українського прапора; опудала хижих птахів, розіп'ятих на дерев'яних перехрещеннях; одразу поступила версія про окультний характер цих розп'ять.

Наступного дня, в ніч з суботи на неділю, була влаштована екскурсія по території Межигір'я всім охочим. Тисячам відвідувачів відкрився вид на шикарний великий будинок в граніті і дереві, що містить порцеляновий посуд з позолоченими ложками і виделками, позолочені унітази та умивальники, дорогі свічники, годинники і люстри; кілька вишуканих менших будиночків; штучні озера з діючими фонтанами; басейн; тенісний корт; поле для гольфу; зоопарк; оранжереї; ферми…
За словами представників Самооборони, випадків мародерства і зіткнень на території Межигір'я не було, правда, вони підтвердили, що деякі відвідувачі брали собі сувеніри — ручки, халати, та запевняють, що цінні речі ніхто не брав, «тому що, — за їх словами, — їх тут немає».
5 вересня з'явилася інформація, що «Межигір'я» повністю повернута в державну власність.

### YanukovichLeaks
22 лютого на території Межигір'я водолази виловили близько 200 тек з документами, які хтось намагався знищити під час утечі. Група журналістів та волонтерів, що пізніше об'єдналася під назвою Національний проєкт «YanukovichLeaks», узялася за порятунок, систематизацію та розслідування величезного масиву інформації про фіндіяльність колишніх власників резиденції. В проєкті брали участь журналісти видань Slidstvo.info, Hromadske, Kyiv Post, Радіо Свобода, Чесно, Свідомо, Наші гроші, SCOOP та Zik. Виявлені та врятовані документи публікуватимуться в базі даних OCCRP [Архівовано 4 липня 2019 у Wayback Machine.] й будуть доступні для всіх журналістів світу.

### Фестиваль Mezhyhirya Fest
З 2011 року українські журналісти-розслідувачі у День журналіста (6 червня) щорічно виходили на протест навпроти резиденції Межигір'я. 2014 року, після повернення резиденції в державну власність, журналісти проєкту YanukovichLeaks разом з ГО «Media Development Foundation» та організацією OCCRP (Organized Crime and Corruption Reporting Project) започаткували щорічний фестиваль для журналістів-розслідувачів Mezhyhirya Fest вже на території Межигір'я.

На фестивалі оголошуються результати Національного конкурсу журналістських розслідувань, що проводиться тими ж організаторами, та обговорюються нагальні проблеми розслідувальної журналістики від залучення аудиторії та написання журналістських історій до монетизації та сучасних технологій.

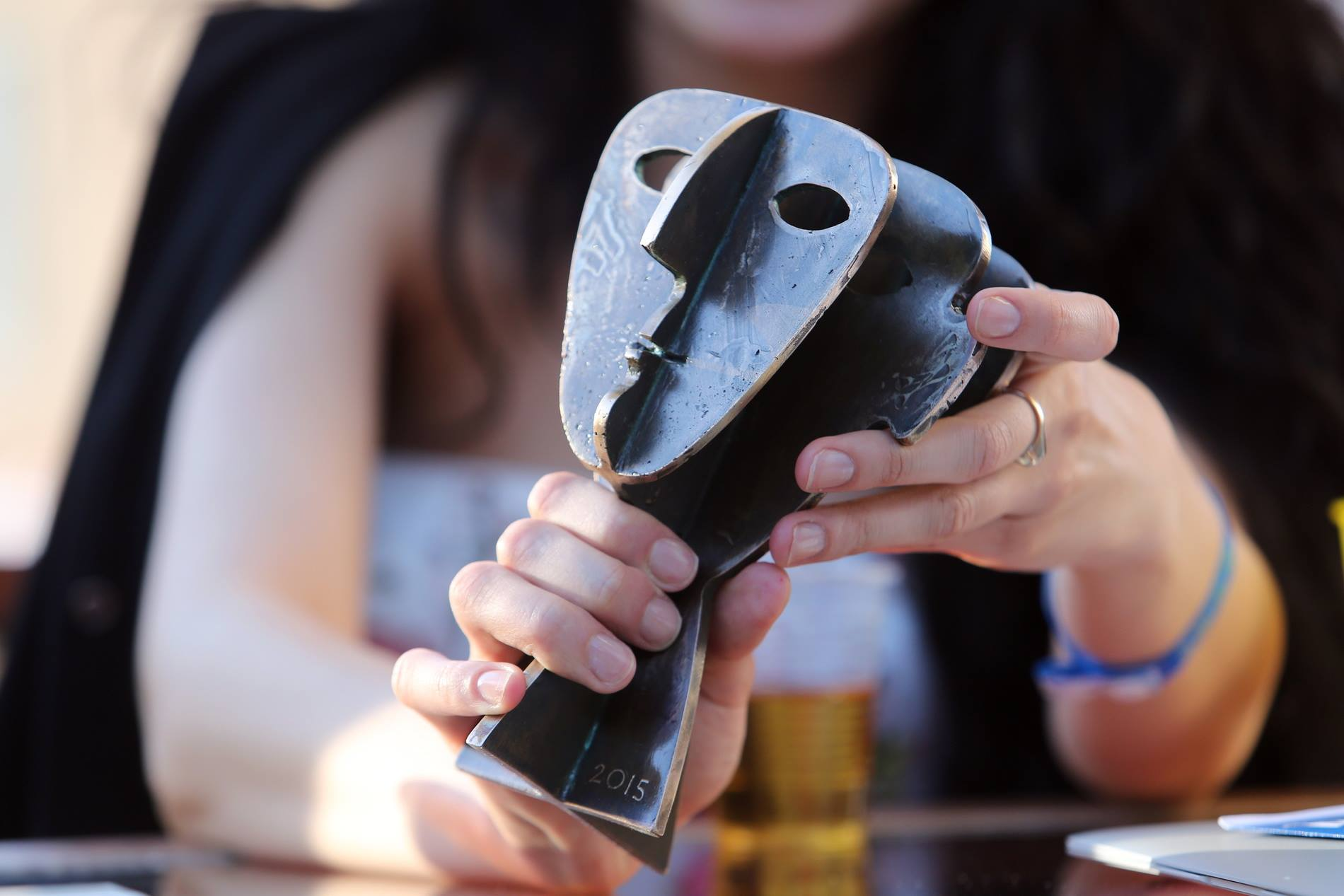
Нагорода переможцям Національного конкурсу журналістських розслідувань

### Дитячий табір у Межигір'ї
20 червня 2015 року на території резиденції Межигір'я відкрився дитячий табір. Організатори заявили про соціальну програму, спрямовану на відпочинок дітей учасників АТО та дітей із малозабезпечених сімей. У таборі для дітей доступні змагання та тренування з футболу, можливість знайомства з екзотичними тваринами, які проживають на території резиденції, уроки англійської мови тощо..